# Kriegerdenkmal Poppau

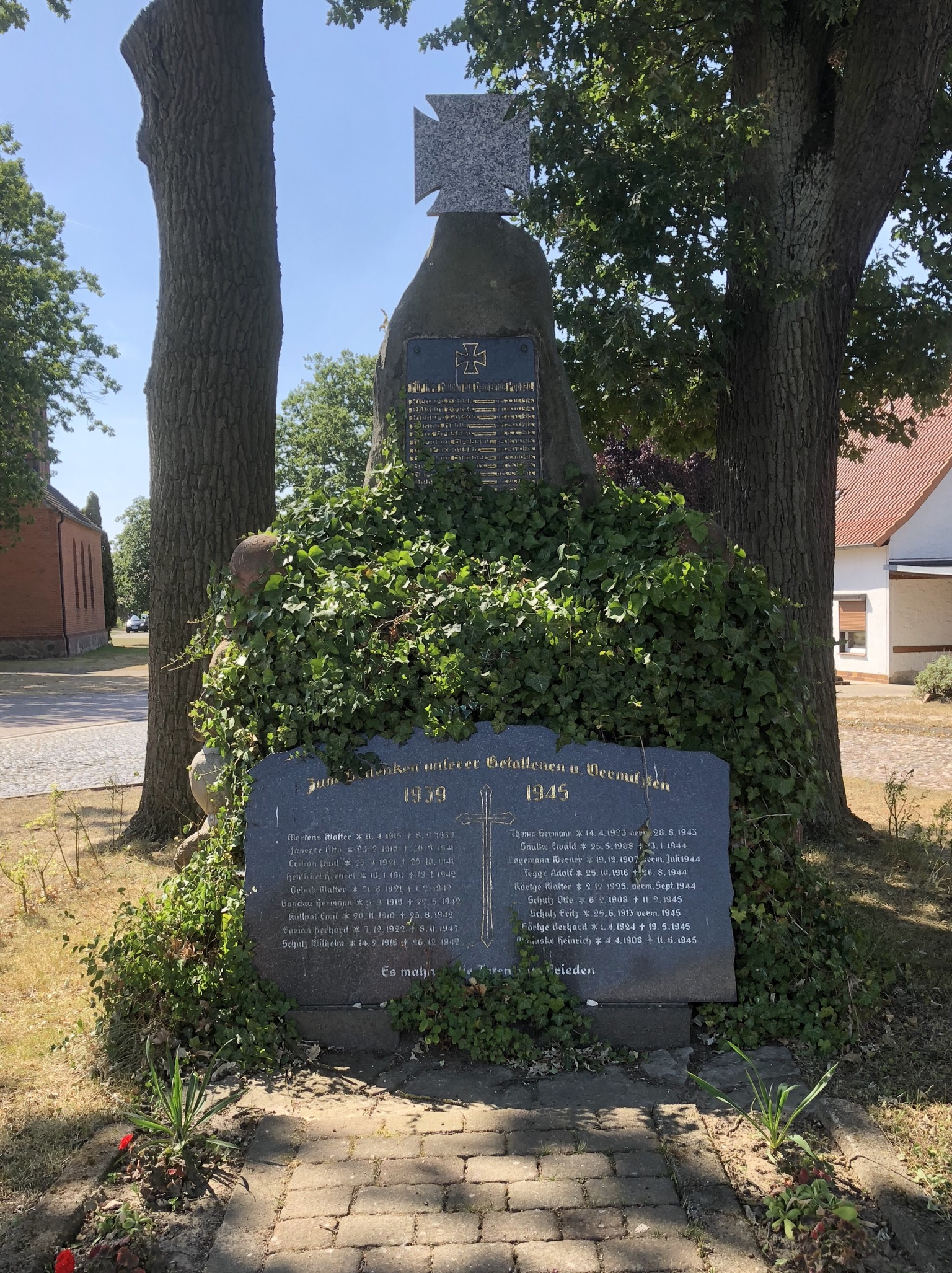
Kriegerdenkmal Poppau, 2019

Das Kriegerdenkmal Poppau ist ein denkmalgeschütztes Kriegerdenkmal im zur Gemeinde Beetzendorf gehörenden Dorf Poppau in Sachsen-Anhalt.
Es befindet sich im Ortszentrum von Poppau an der Dorfstraße, nordöstlich der Dorfkirche Poppau.
Das Denkmal erinnert an die Gefallenen aus Poppau im Ersten und Zweiten Weltkrieg. Es besteht aus einem Findling, der auf einem Sockel aus Feldsteinen ruht. Bekrönt wird der Findling von einem aus Stein gearbeitetem Eisernen Kreuz. Ursprünglich bestand jedoch eine Bekrönung durch einen Adler.
Auf der Ostseite ist eine Tafel zum Gedenken an die Opfer des Ersten Weltkrieges eingelassen. Darunter am Fuß des Sockels wurde später eine größere Gedenktafel für die Opfer des Zweiten Weltkrieges aufgestellt.
Die Inschrift der Tafel zum Ersten Weltkrieg lautet:
Für ihre Helden die Gemeinde Poppau
Richard Fehse gef. 5. XII. 1914

Wilhelm Fritze gef. 19. XII. 1914

Richard Lötsch gef. 15. VI. 1915

Gustav Hehle gef. 25. IX. 1915

Fritz Grassau gef. 6. X. 1915

Hermann Grassau gef. 16. VII. 1916

Otto Pakebusch gef. 24. VII. 1916

Hermann Stendel gef. 9. VIII. 1916

Bernhard Schulz gef. 26. IX. 1916

Hermann Fritze gef. 4. V. 1917

Wilhelm Weber gef. 20. VI. 1917

Richard Friedrichs gef. 25. III. 1918

Wilhelm Lenz gef. 4. IV. 1918

Arthur Trapp
Die Inschrift zum Gedenken an den Zweiten Weltkrieg lautet:
Dem Gedenken unserer Gefallenen und Vermißten
| 1939                                          | 1945                                           |
| Mertens Walter * 11. 4. 1915 † 8. 9. 1939     | Thoms Hermann * 14. 4. 1923 verm. 28. 8. 1943  |
| Janecke Otto * 23. 2. 1918 † 20. 9. 1941      | Baulke Ewald * 25. 5. 1908 † 13. 1. 1944       |
| Crisian Paul * 23. 4. 1921 † 25. 10. 1941     | Lagemann Werner * 19. 12. 1907 verm. Juli 1944 |
| Hentschel Herbert * 10. 1. 1911 † 19. 1. 1942 | Tegge Adolf * 25. 10. 1916 † 26. 8. 1944       |
| Oelnik Walter * 21. 8. 1921 † 1. 2. 1942      | Körtge Walter * 2. 12. 1925 verm. Sept. 1944   |
| Bandau Hermann * 5. 9. 1919 † 22. 5. 1942     | Schulz Otto * 6. 2. 1908 † 11. 2. 1945         |
| Kullnat Emil * 20. 11. 1910 † 23. 8. 1942     | Schulz Fritz * 25. 6. 1913 verm. 1945          |
| Eurian Gerhard * 7. 12. 1922 † 8. 11. 1942    | Körtge Gerhard * 1. 4. 1924 † 19. 5. 1945      |
| Schulz Wilhelm * 14. 2. 1916 † 26. 12. 1942   | Matiaske Heinrich * 4. 4. 1908 † 11. 6. 1945   |

Es mahnen die Toten zum Frieden
Die beiden Spalten sind durch die Darstellung eines Schwerts voneinander getrennt.
Im örtlichen Denkmalverzeichnis ist das Kriegerdenkmal unter der Erfassungsnummer 094 90293 als Baudenkmal verzeichnet.